# ایر سن-پیر
ایر سن-پیر (به انگلیسی: Air Saint-Pierre) یک شرکت هواپیمایی با کد یاتا PJ است که در تاریخ ۱۹۶۴ میلادی تأسیس شده و در تاریخ ۱۹۶۵ فعالیتش را آغاز کرده‌است. دفتر مرکزی ایر سن-پیر در سن پیر، سن-پیر-ا-میکلون، فرانسه واقع شده‌است و قطب این شرکت هواپیمایی در فرودگاه سن-پیر قرار دارد و به ۷ مقصد، پرواز انجام می‌دهد.